# One (gruppo musicale)
Gli One sono stati una boy band greco-cipriota attiva dal 1999 al 2004.
Il gruppo era guidato dal cantante Kōnstantinos Christoforou. La band ha partecipato all'Eurovision Song Contest 2002 in rappresentanza di Cipro con il brano Gimme, classificandosi al 6º posto. Christoforou ha partecipato da solista altre due volte (1996 e 2005) alla competizione canora europea.

## Discografia
Album
- 1999 - One
- 2001 - Moro Mou
- 2002 - Eho tosa na sou po
- 2003 - ONEira
- 2003 - Best of One - Live sto likavita
- 2004 - Meta apo chronia